# Славко Комар
Славко Комар (Госпић, 18. фебруар 1918 — Загреб, 28. јул 2012) био је учесник Народноослободилачке борбе, друштвено-политички радник СР Хрватске и амбасадор СФР Југославије, јунак социјалистичког рада и народни херој Југославије.

## Биографија
Рођен је 18. фебруара 1918. године у Госпићу. Потиче из радничке породице. Пре рата живео је у Загребу, где је завршио основну и средњу школу, уписао се на Ветеринарски факултет и докторирао.
Веома млад укључио се у револуционарни омладински и раднички покрет. Године 1937. примљен је за члана Савеза комунистичке омладине Југославије (СКОЈ). Веома активно је политички дејствовао на Универзитету у Загребу, истичући се као организатор и учесник многих акција које је проводила Комунистичка партија Југославије (КПЈ) на Универзитету и у целом Загребу. Посебно се залагао и радио на организовању студентске омладине, окупљајући је на антифашистичкој платформи и око програма Партије. Био је једна од најистакнутијих личности у редовима револуционарне студентске омладине на Универзитету у Загребу пре рата. Године 1940. примљен је у Комунистичку партију Југославије.
После окупације земље и стварања Независне Државе Хрватске (НДХ), Славко прелази у илегалност. Терор окупатора и усташа није га поколебао у револуционарном раду. По задатку Партије, ради на организовању чувених ударних група, које су нападале непријатеља, вршиле саботаже, диверзије и друге акције у Загребу.

### Акција „Ботанички врт“
Једна од најпознатијих и најсмелијих акција против окупатора и домаћих сарадника у Загребу за време рата извршена је 4. августа 1941. године, под Славковим руководством, на предлог Покрајинског комитета СКОЈ-а за Хрватску, а по одлуци Централног комитета Комунистичке партије Хрватске. У акцији је учествовала група од дванаест чланова КПЈ и СКОЈ-а. Шест од њих се налазило на осигуравању, а шест у директном нападу. Међу овом другом шесторицом налазио се Славко. Њих шест је усред дана, из Ботаничког врта, бацило бомбе на универзитетску усташку сатнију када је пролазила испред ђачког дома у улици Јосипа Руњанина. Од тих бомби рањено је 28 усташа. Одлично припремљена, смело и храбро изведена, акција се брзо прочула Загребом и целом Хрватском.

### Народноослободилачка борба
Пошто су га усташе пратиле, Славко напушта Загреб и одлази на Жумберак, где као борац ступа у партизански одред „Матија Губец“ и ускоро постаје заменик политичког комесара Одреда. На тој дужности није дуго остао, већ по одлуци Партије, као способан политички радник и искусан револуционар, одлази у Хрватско приморје. Током 1942. године био је секретар Котарског комитета Комунистичке партије Хрватске за Сушак и члан Окружног комитета Комунистичке партије Хрватске за Хрватско приморје и Горски котар.
Нарочито се истицао као организатор омладинских организација. Од 1942. до 1947. године био је члан Бироа Централног комитета Савеза комунистичке омладине Југославије. У том времену био је и члан Сазивачког одбора Првог конгреса Уједињеног савеза антифашистичке омладине Југославије (УСАОЈ) и као представник омладине Загреба, учесник у раду тога конгреса, одржаног крајем децембра 1942. године у Бихаћу. Касније је постао и члан Главног одбора Уједињеног савеза антифашистичке омладине Хрватске (УСАОХ), а на Трећем заседању Земаљског антифашистичког већа народног ослобођења Хрватске (ЗАВНОХ), одржаног од 8. до 9. маја 1944. изабран је за члана Председништва ЗАВНОХ-а. На Другом конгресу УСАОЈ-а, одржаном од 2. до 4. маја 1944. поднео је један од најзначајнијих реферата: Омладина и стварање Демократске Федеративне Југославије. На том конгресу изабран је за члана Секретаријата Централног одбора УСАОЈ-а.
Као омладински руководилац, у току Народноослободилачког рата (НОР), обишао је многе крајеве земље, радећи на организовању, ширењу и јачању Народноослободилачког покрета (НОП) и омладинских организација. Сарађивао је и у омладинској антифашистичкој штампи, у „Младом комунисти“ и другде.

### Послератни период
После рата је завршио факултет, докторирао на Универзитету у Загребу и обављао разне високе државне и партијске функције. Пошто је раније био изабран у Централни комитет Комунистичке партије Хрватске, на Другом конгресу КПХ 1948. изабран је за члана Политбироа Централног комитета КПХ. Министар у Влади Народне Републике Хрватске је 1948. и 1949. године, затим председник Обласног народног одбора у Осијеку. Од 1952. је министар-председник Савета за пољопривреду НР Хрватске, а следеће године члан Извршног већа Сабора НР Хрватске. Члан Савезног извршног већа (СИВ) постао је 1954. године, а два пута биран је за посланика Савезне народне скупштине.
За члана Централног комитета Савеза комуниста Југославије биран је на Шестом, Седмом и Осмом конгресу Савеза комуниста Југославије. Био је и амбасадор СФР Југославије у Индији, а затим кратко време потпредседник Савезне народне скупштине. Био је члан Савета федерације.
Умро је 28. јула 2012. године у Загребу и сахрањен је у Гробници народних хероја на загребачком гробљу Мирогој.

## Литерарни рад и одликовања
Аутор је неколико књига и мемоара:
- „75 дана у Совјетском Савезу“, Београд, 1945.
- „Политика развоја пољопривреде“, Београд 1963.
- „Индија“, Београд, 1976.
- „Сушачки дани 1941.“, Ријека, 1986.

Носилац је Партизанске споменице 1941. и других југословенских одликовања, међу којима су — Орден јунака социјалистичког рада, Орден народног ослобођења, Орден заслуга за народ са златном звездом, Орден братства и јединства са златним венцем, Орден партизанске звезде са сребрним венцем и Орден за храброст. Орденом народног хероја одликован је 23. јула 1952. године.
Крајем децембра 2008. године, уручено му је високо одликовање Руске Федерације за заслуге и лични допринос у борби против фашизма у Другом светском рату.